# 레프 시니렐만
레프 겐리호비치 시니렐만(러시아어: Лев Ге́нрихович Шнирельма́н, 1905년 1월 2일 ~ 1938년 9월 24일)는 소비에트 연방의 수학자이다.

## 생애
러시아 제국의 호멜(현재는 벨라루스령)에서 태어났다. 1925년 모스크바 대학교를 졸업해 수학자 니콜라이 루진의 지도를 받았다. 시니렐만은 1930년 드미트리 예고로프를 ‘반혁명 분자’라며 고발한 사람 중 한 명이다. 1934년부터 1938년까지 스테클로프 수학원에서 일했다.
레프 폰트랴긴의 회고록에 따르면, 시니렐만은 모스크바에서 자살했다.

## 업적
시니렐만은 라자리 류스테르니크와 함께 류스테르니크-시니렐만 범주를 만들어 미분기하학과 위상수학에 기여했다. 둘은 또한 세 개의 측지선 정리도 증명했다.
시니렐만은 골드바흐의 추측을 연구하기도 했다. 그는 브룬 체를 써서, 1보다 큰 모든 자연수가 어떤 계산 가능한 수 C개 이하의 소수들의 합으로 표현될 수 있다는 것을 증명하였다.